# José Luis Maya González
José Luis Maya González (Albacete, 1949 - Barcelona, 2001), historiador y arqueólogo español, especialista en prehistoria y arqueología.

## Biografía[1]
Uno de los arqueólogos más significativos de la historiografía asturiana y catalana. 
Se licenció en Historia en la Universidad de Oviedo en 1971 y se doctoró en 1975 con el trabajo La Cultura Castreña Asturiana, que fue galardonado con el premio de la Diputación Provincial de Oviedo de ese mismo año. Esta obra ha supuesto un punto de referencia fundamental para las investigaciones de los castros en el noreste de la península ibérica. 
En 1971 inicia su labor como docente en la Universidad Autónoma de Barcelona, en el Estudi General de Lleida, hasta su traslado al campus de Bellaterra en 1974. En 1991 será profesor titular de prehistoria en la Universidad de Barcelona. Fue investigador del Instituto de Prehistoria de la Diputación de Barcelona, consejero adjunto y consejero del Instituto de Estudios Ilerdenses, miembro del consejo de redacción de la revista Estudios de la Antigüedad, miembro del Grupo de Investigación de Calidad (GRG, Grup de Recerca de Qualitat) reconocido por la Dirección General de Universidades del Departamento de Presidencia de la Generalidad de Cataluña, miembro asesor de la Comisión Asesora de Arqueología de Cataluña, etc.
Siempre se consideró discípulo de José Manuel González y Fernández-Valles del que aprendió y compartió su pasión por la prospección arqueológica y los castros asturianos.
Sus trabajos se centraron en dos áreas geográficas distintas: Asturias y Cataluña y sus líneas de investigación más importantes se centraron en la cultura castreña del Noroeste, Campos de Urnas y arqueología funeraria del nordeste peninsular, arte esquemático, poblamiento del Bajo Cinca en la Edad del Bronce, romanización del noreste, sistemas de almacenamiento protohistórico en la depresión prelitoral catalana, parques arqueológicos, musealización de yacimientos arqueológicos, dataciones radiocarbónicas. arqueología experimental y paleoalimentación. Era un especialista en el dominio de las técnicas de la pospección arqueológica, localizando numerosos yacimientos de la Edad del Bronce en Los Monegros y Bajo Cinca. Realizó numerosas excavaciones arqueológicas en yacimientos asturianos como el castro de Larón en Cangas de Narcea, castro de la Campa Torres en Gijón, Castro de Coaña y el Campón en Muros de Nalón, y, en yacimientos catalanes como Ampurias, Pedrós, Genó, Carretelá, Silos U.A.B., Silos C. Elisenda, Punta Farisa y Muricesc. 
De todos los trabajos de investigación los más importantes son los realizados en el castro de la Campa Torres o castro de Noega en Gijón y el poblado de Genó en Aitona Lérida. 
El trabajo de investigación de Oppidum Noega o castro de la Campa Torres es uno de los mejores ejemplos de como tiene que tratarse un yacimiento de manera integral. Fue el primer castro asturiano donde se constató la presencia de una estratigrafía clara con niveles astures anteriores a la presencia romana, fue el primer yacimiento en determinar la gran antigüedad de la cultura castreña asturiana, fue el primer lugar donde se determinó el modelo de cabaña en materia perecedera de los castros del noroeste, fue el primer yacimiento arqueológico asturiano done se localizaron materiales de importación mediterránea como: cerámicas griegas, ibéricas, de barniz negro, etc., fue el primer asentamiento castreño asturiano donde se determinó la gran antigüedad de los conjuntos defensivos astures, fue el primer castro donde se estudió un gran lote de materiales indígenas astures que han permitido la caracterización de la cultura castreña y sus distintas fases, fue el primer yacimiento protohistórico asturiano en presentar un importante conjunto de dataciones radiocarbonicas. La musealización del yacimiento y su conversión en Parque Arqueológico-Natural de la Campa Torres ha fijado las bases para la conservación y difusión de otros yacimientos en España. 
Las publicaciones más significativas de José Luis Maya son: La cultura material de los castros asturianos (1985), Lérida prehistórica (1978), El Bronce Final y los inicios de la Edad del Hierro (1998), Celtas e Íberos (1998), Genó, un poblado del Bronce Final en el Bajo Segre (1998) y El Castro de la Campa Torres Período Prerromano (2001). José Luis Maya González ha sido maestro de un buen número de arqueólogos y arqueólogas que desarrollan su trabajo en la actualidad.

## Obra